# CRKSV Jong Colombia
El CRKSV Jong Colombia es un club de fútbol profesional de Antillas Neerlandesas, Ubicado en Boca Samí municipio de Sint Michiel en la isla de Curazao. Fue fundado en 1951 y actualmente participa en la Sekshon Pagá primera división de Curazao. Sus colores son granate y amarillo

## Historia
El CRKSV Jong Colombia ha participado en 4 ocasiones en la CFU Concacaf y en 10 ocasiones en la Copa de Campeones de la Concacaf llamada actualmente Concacaf Liga Campeones, alcanzando la final de esta última en 1967 y 1979. Según la opinión mayoritaria de los antillanos, la generación dorada del CRKSV Jong Colombia fue la de 1979 ya que el equipo de aquel entonces daba un buen espectáculo de fútbol en todos sus partidos su estilo de juego era un juego de mucho toque de rapidez y agilidad.

## Palmarés

### Torneos nacionales
- Campeonato de las Antillas Neerlandesas: (11)

1966, 1968, 1972, 1974, 1975-76, 1978-79, 1979-80, 1989, 1994, 1997, 2000-01
- Liga de Curazao: (11)

1964, 1966, 1967, 1968, 1970, 1973, 1975, 1976, 1988, 1994, 2000

## Resultados En Competiciones De La CONCACAF
- Copa de Campeones de la Concacaf: 10 apariciones

Copa de Campeones de la Concacaf 1967 - Ronda Final, 2.º Lugar, Derrotado Por  Alianza F.C 5-3 en el resultado global.
Copa de Campeones de la Concacaf 1969 - Primera Ronda, Derrotado Por  Alianza FC 5-3 en el resultado global.
Copa de Campeones de la Concacaf 1973 - Tercera Ronda, (Región Caribe) Derrotado Por  SV Transvaal 4-2 en el resultado global.
Copa de Campeones de la Concacaf 1974 - Segunda Ronda, (Región Caribe) Derrotado Por  SV Transvaal 5-3 en el resultado global.
Copa de Campeones de la Concacaf 1976 - Primera Ronda, (Región Caribe) Derrotado Por  SV Robinhood 4-2 en el resultado global.
Copa de Campeones de la Concacaf 1979 - Ronda Final, 2.º Lugar, Derrotado Por  Club Deportivo FAS 8-2 en el resultado global.
Copa de Campeones de la Concacaf 1980 - Segunda Ronda, (Región Caribe) Derrotado Por  SV Transvaal 5-0 en el resultado global.
Copa de Campeones de la Concacaf 1989 - Primera Ronda, Etapa de grupos (Región Caribe) Organizada Por  FC Pinar del Río  en Cuba.
Copa de Campeones de la Concacaf 1992 - Primera Ronda, (Región Caribe) Derrotado Por  Mayaro United 4-2 en el resultado global.
Copa de Campeones de la Concacaf 1994 - Cuarta Ronda, (Región Caribe) Derrotado Por  Unión Sportive Robert 3-2 en el resultado global.
- Campeonato de Clubes de la CFU: 4 apariciones

Campeonato de Clubes de la CFU 2001 - Segunda Ronda, Etapa de grupos (Región Caribe) Organizada Por  Racing Club Haïtien en Haití.
Campeonato de Clubes de la CFU 2004 - Segunda Ronda (Región Caribe) Eliminado Por  Arnett Gardens 13-1 en el resultado global.
Campeonato de Clubes de la CFU 2005 - Cuartos de final Eliminado Por  Portmore United FC 10-0 en el resultado global.
Campeonato de Clubes de la CFU 2007 - Primera ronda, Etapa de grupos (Región Caribe) Organizada Por  Pointe-à-Pierre en Trinidad y Tobago.

## Generación Dorada De 1979
El CRKSV Jong Colombia ha participado 10 veces en Liga de Campeones CONCACAF (1968, 1969, 1973, 1974, 1976, 1979, 1980, 1989, 1992 y 1994), llegando a la final de este último en 1967 y 1979. De acuerdo con la opinión de la mayoría de las Antillas, la generación de oro de CRKSV Jong Colombia fue la del 1979 campeones de la Región Caribe y subcampeones de la Concacaf de ese año, el equipo mostraba un buen espectáculo de fútbol en cada partido, su estilo de juego era un juego de gran velocidad y toque rápido denominado actualmente Fútbol tiqui-taca.
| C. Bernardina Wilbert. Z Elsio. C Rudolf. Z Martina Humbler Héctor. Z Constancia E. Bernardina G. Zimmerman Victoria |

|  |

## Plantilla 2013-2014
| Plantilla |                          |                                  |          |                    |
| Dorsal    | Jugador                  | Nacionalidad                     | Posición | Procedencia        |
|           | Etienne Martina          | Bandera de Antillas Neerlandesas |          | Cantera            |
|           | Daniel Nicolás López     | Bandera de Curazao               |          | Cantera            |
|           | Rachmid Siegfried Julian | Bandera de Curazao               |          | Cantera            |
|           | Christoper Martha        | Bandera de Antillas Neerlandesas |          | Cantera            |
|           | Jadimar Sterling         | Bandera de Curazao               |          | Cantera            |
|           | Jimmy Janze              | Bandera de Curazao               |          | Cantera            |
|           | Djumaro Constancia       | Bandera de Antillas Neerlandesas |          | Cantera            |
|           | Eder Constancia          | Bandera de Curazao               |          | Cantera            |
|           | Munier Asiedu            | Bandera de Antillas Neerlandesas |          | Cantera            |
|           | Francisco Sint Jacoba    | Bandera de Curazao               |          | Cantera            |
|           | Rently Martha            | Bandera de Antillas Neerlandesas |          | Cantera            |
|           | Richenny Felicia         | Bandera de Antillas Neerlandesas |          | Cantera            |
|           | Ruthson Gyaase           | Bandera de los Países Bajos      |          | Cantera            |
|           | Kendrith Paulino         | Bandera de Curazao               |          | Cantera            |
|           | Frenly Servania          | Bandera de Antillas Neerlandesas |          | Cantera            |
|           | Alfred Zimmerman         | Bandera de Antillas Neerlandesas |          | Cantera            |
|           | Ray Winklaar             | Bandera de Antillas Neerlandesas |          | UNDEBA             |
|           | Genesis Straker          | Bandera de Curazao               |          | Cantera            |
|           | Arcedes Constancia       | Bandera de Antillas Neerlandesas |          | Cantera            |
|           | Shermaine Janze          | Bandera de Curazao               |          | Cantera            |
|           | Germaine Schoop          | Bandera de Curazao               |          | Tempête FC         |
|           | Elroy Gray               | Bandera de Jamaica               |          | Portmore United FC |

## Jugadores notables
- Shanon Carmelia
- Brutil Hose
- Rocky Siberie
- Nuelson Wau

## Amistosos internacionales
- Crksv Jong Colombia 2 - 2   Club Sport Emelec    22 de abril de 1969